# Jean-Paul Vesco
Jean-Paul Vesco O.P. (n. Lyon, Ródano, Francia, 10 de marzo de 1962) es un obispo católico, abogado, escritor y misionero francés residente en Argelia. Pertenece a los Dominicos.
Tras haber sido nombrado por Francisco a finales de 2021, es Arzobispo de Argel.

## Biografía

### Primeros años y formación
Nació en Lyon el día 10 de marzo de 1962.
Después de cursar primaria y secundaria en la Sainte-Marie Lyon, se licenció en Derecho y estuvo trabajando como abogado durante siete años en París.

### Vida religiosa
Cuando descubrió su vocación religiosa en 1995 ingresó en la Orden de Predicadores ("más conocidos como Dominicos, O.P."), con los que hizo su profesión perpetua el 14 de septiembre de 1996 y fue ordenado sacerdote el 24 de junio de 2001.
Después de estar estudiando durante una temporada en la Escuela bíblica y arqueológica francesa de Jerusalén (Israel), marchó hacia la ciudad de Tlemecén (Argelia) donde se le encargó la misión de refundar la presencia de los Dominicos, seis años después del asesinato del obispo monseñor Pierre Claverie.
Además desde 2005 fue nombrado vicario general y desde 2007 fue ecónomo de la Diócesis de Orán.
Luego en diciembre de 2010 fue elegido prior Provincial de los Dominicos de Francia, con lo cual se tuvo que instalar en París.

### Episcopado
Ya desde el 1 de diciembre de 2012 vuelve a residir en Argelia, debido a que Su Santidad el papa Benedicto XVI le haya nombrado como nuevo Obispo de Orán.
Se convierte en el sucesor de "monseñor" Alphonse Georger, que renunció tras haber alcanzado la edad de jubilación canónica.
Eligió como lema, la frase: "Je veux vivre et donner envie de vivre".
Y recibió la consagración episcopal en la Catedral del Sagrado Corazón el día 25 de enero de 2013, a manos del Cardenal-Arzobispo de Lyon "monseñor" Philippe Barbarin en calidad de consagrante principal y como co-consagrantes tuvo al Arzobispo de Argel "monseñor" Ghaleb Bader y a su predecesor "monseñor" Alphonse Georger.
En 2015 cabe destacar que publicó dos libros, con los que la Conferencia Episcopal Regional del África Occidental Francófona le otorgó el primer premio literario.
El 27 de diciembre de 2021 fue nombrado por el papa Francisco como Arzobispo de Argel, sucediendo al arzobispo ahora emérito Paul Jacques Marie Desfarges, S.I.

### Cardenalato
El 6 de octubre de 2024, durante el Ángelus del papa Francisco, se hizo público que sería creado cardenal. Fue creado cardenal por el papa Francisco durante el consistorio del 7 de diciembre del mismo año, con el titulus de cardenal presbítero de Sagrado Corazón de Jesús Agonizante en Vitinia.